# مات ديلون
مات ديلون (بالإنجليزية: Matt Dillon)‏ (18 فبراير 1964) ممثل أمريكي, فائز بجائزة نقابة ممثلي الشاشة 2005 كأفضل مجموعة عن دورهم في فيلم تصادم.
- الترشيحات لجائزة الأوسكار:

أفضل ممثل مساعد عام 2005 عن فيلم Crash
- الترشيحات لجائزة الجولدن جلوب:

أفضل ممثل مساعد عام 2005 عن فيلم Crash

## روابط خارجية
- مات ديلون على موقع IMDb (الإنجليزية)
- مات ديلون على موقع الموسوعة البريطانية (الإنجليزية)
- مات ديلون على موقع روتن توميتوز (الإنجليزية)
- مات ديلون على موقع مونزينجر (الألمانية)
- مات ديلون على موقع ألو سيني (الفرنسية)
- مات ديلون على موقع ميوزك برينز (الإنجليزية)
- مات ديلون على موقع تيرنر كلاسيك موفيز (الإنجليزية)
- مات ديلون على موقع أول موفي (الإنجليزية)
- مات ديلون على موقع بوكس أوفيس موجو (الإنجليزية)
- مات ديلون على موقع قاعدة بيانات برودواي على الإنترنت (الإنجليزية)